# Roberto Urroz Gaztelu
Roberto Urroz Gaztelu és un exfutbolista navarrès, nascut a Pamplona el 16 d'abril de 1976. Ocupava la posició de porter.

## Trajectòria
Es va iniciar a modestos equips navarresos, com el Pamplona i l'Izarra. A la temporada 97/98 fitxa pel CD Numancia en qualitat de tercer porter, per la qual cosa amb prou feines juga. Dos anys després, a la campanya 99/00, el Numancia ha pujat a primera divisió. Urroz hi debutaria a la màxima categoria en un partit. Seria contra el Deportivo de La Corunya, i l'encontre va passar a la posteritat perquè Jacques Songo'o, el porter dels gallecs, va marcar a l'eixida d'un córner al darrer minut, que l'arbitre no va donar com a bo. D'aquesta manera, el resultat va quedar en 1 a 0 per als castellans.
Posteriorment, la carrera d'Urroz va continuar per conjunts més modestos, fins que la temporada 03/04, militant al CD Calahorra, es va haver de retirar a causa d'una lesió. Va esdevindre entrenador, i va portar al River Ebro a Tercera Divisió. El 2006 va retornar com a jugador temporalment, per suplir les baixes a la porteria del Burladés.